# Aventuras
El género de aventuras es un género artístico propio del ámbito de la ficción narratológica. La vigésima tercera edición del Diccionario de la Real Academia Española comienza la definición de este género como Dicho de una obra literaria o cinematográfica pero el género de aventuras está también presente en la historieta, la televisión, la radio, los videojuegos y algunos otros medios. Se caracteriza por hacer que en ciertos momentos del relato los personajes tengan que enfrentarse a situaciones peligrosas o trepidantes para el lector, espectador o radioyente.
El género de aventuras es universal y puede combinarse con casi cualquier otro género. Por ejemplo, si se toman ejemplos provenientes del cine, en la película Romancing the Stone (Robert Zemeckis, 1984) se mezclan el cine de aventuras y la comedia romántica, mientras que en la película Willow (Ron Howard, 1988) los personajes viven una serie de aventuras en un marco de alta fantasía.
La aventura ha sido un tema común desde los primeros días de la ficción escrita. De hecho, presente desde la trama habitual de Heliodoro, ha sido tan duradera que sigue viva en las películas de Hollywood, donde un héroe pasa por una serie de aventuras antes de conocer a su dama. Seguiría una separación, y la segunda serie de aventuras conduciría a un reencuentro final.
Variaciones diversas han mantenido vivo el género. Desde mediados del siglo XIX en adelante, cuando la alfabetización masiva creció, la aventura se convirtió en un subgénero popular de la ficción. Aunque no se ha explotado al máximo, la aventura ha experimentado muchos cambios a lo largo de los años: desde estar limitada a historias de caballeros con armadura hasta historias de espionaje de alta tecnología.
Ejemplos de ese período incluyen a Sir Walter Scott, Alejandro Dumas, Julio Verne, las hermanas Brontë, H. Rider Haggard, Victor Hugo, Emilio Salgari, Karl May, Louis Henri Boussenard, Thomas Mayne Reid, Sax Rohmer, Talbot Mundy, Edgar Wallace y Robert Louis Stevenson..
Las novelas y cuentos de aventuras fueron temas populares para las revistas pulp estadounidenses, que dominaron la ficción popular estadounidense entre la Era Progresista y la década de 1950. Varias revistas pulp como Adventure, Argosy, Blue Book, Top-Notch y Short Stories se especializaron en este género. Entre los escritores notabbles se encuentran Edgar Rice Burroughs, Talbot Mundy, Theodore Roscoe, Johnston McCulley, Arthur O. Friel, Harold Lamb, Carl Jacobi, George F. Worts, Georges Surdez, H. Bedford-Jones y J. Allan Dunn.